# Sphaerellothecium parietinarium
Sphaerellothecium parietinarium är en lavart som först beskrevs av Linds., och fick sitt nu gällande namn av Hafellner & V. John 2006. Sphaerellothecium parietinarium ingår i släktet Sphaerellothecium och familjen Mycosphaerellaceae.  Arten är reproducerande i Sverige. Inga underarter finns listade i Catalogue of Life.